# Scandale des émissions des moteurs Diesel

Émissions d’oxydes d’azote (NOx) en conditions réelles par fabricant et cylindrée de moteurs diesel :
Émissions moyennes de NOx (g/km)
Normes d'émission de NOx Euro 6 (g/km)

À partir de 2014, un logiciel qui manipulait des essais de pollution de l'air est découvert dans des véhicules Diesel de certains constructeurs automobiles. En cours de fonctionnement, le logiciel détectait les cycles d'essais d'homologation et ajustait le moteur pour qu'il émette moins d'oxyde d'azote (NOx) pendant ces cycles. Les voitures émettaient des niveaux de pollution beaucoup plus élevés dans des conditions de conduite réelles. Les émissions de certaines voitures étaient plus élevées même s'il n'y avait pas de logiciel manipulé. 
Les scandales liés aux émissions plus élevées que celles déclarées des moteurs Diesel apparaît en 2014, lorsque l'association International Council on Clean Transportation (ICCT) signale des écarts entre les modèles de véhicules européens et américains, ce qui lance l'affaire Volkswagen. Des tests indépendants réalisés par le club automobile allemand (ADAC) prouvent que, dans des conditions de conduite normales, les véhicules Diesel, y compris la Volvo S60, l'Espace Energy de Renault et la Jeep Renegade dépassaient de plus de dix fois les limites européennes d'émissions d'oxydes d'azote (NOx). D'après l'ICCT et l'ADAC, les plus grands écarts concernent Volvo, Renault, Jeep, Hyundai, Citroën et Fiat,,. 
Depuis 2016, 38 voitures Diesel sur 40 testées par l'ADAC ont échoué à un test de NOx.